# C.J. Ballhausen
Carl Johan Ballhausen (født 4. april 1926, død august 2010) var en dansk professor i fysisk kemi ved Københavns Universitet.
C.J. Ballhausen, der blev professor i 1959, placerede sig tidligt som en internationalt kendt kemiker grundet sine arbejder med den kemiske bindings natur. Han har særligt bidraget til udviklingen af krystalfeltteorien og ligandfeltteorien. Han var fra 1965 medlem af Det kongelige danske Videnskabernes Selskab, fra 1992 medlem af USA's National Academy of Sciences og fra 1972 til 1996 medlem af Carlsbergfondets direktion.